# Caroline Y. Robertson-von Trotha

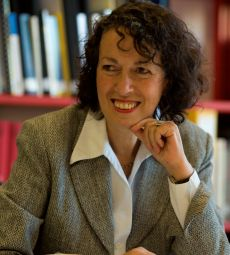
Caroline Y. Robertson-von Trotha (2013)

Caroline Y. Robertson-von Trotha (* 22. Februar 1951 in Glasgow, Schottland) ist eine schottische Soziologin und Kulturwissenschaftlerin, die in Deutschland arbeitet.

## Leben
Nach dem plötzlichen Tod ihres Vaters brach Caroline Y. Robertson die Schule 1966 im Alter von 15 Jahren vorzeitig ab, um eine Familienpension einzurichten. Ein Jahr später erhielt sie ein City & Guild-Certificate als Hotelfachfrau und wurde von der Oban Hotel Association mit einer Goldmedaille ausgezeichnet. Eine anschließende Reise als Backpackerin durch Europa führte Robertson nach Deutschland, wo sie sich mithilfe von Nachhilfeunterricht und Gelegenheitsarbeiten finanzierte und die deutsche Sprache erlernte. Parallel dazu bereitete sie sich autodidaktisch auf die Scottish Higher Level Examinations (Abitur) vor, die sie 1972 absolvierte, woran sie ein Studium der Politologie, Soziologie, Philosophie und Geschichte in Heidelberg und Karlsruhe anschloss. Mit Unterstützung eines Stipendiums der Peter-Fuld-Stiftung wurde sie schließlich 1990 zum Thema „Ethnische Identität und politische Mobilisation“ zum Doktor der Philosophie promoviert.
Ihre Habilitation erfolgte 2004 an der Fakultät für Geistes- und Sozialwissenschaften der Universität Karlsruhe zum Thema „Dialektik der Globalisierung“. 2007 wurde sie vom Rektor des Karlsruher Instituts für Technologie (KIT), vormals Universität Karlsruhe (TH), zur apl. Professorin ernannt.
Sie war Gründungsmitglied (1989) und von 1990 bis 2002 Geschäftsführerin des Interfakultativen Instituts für Angewandte Kulturwissenschaft der Universität Karlsruhe (TH). Seit 2002 leitet sie als Gründungsdirektorin dessen Nachfolgeinstitution, das ZAK | Zentrum für Angewandte Kulturwissenschaft und Studium Generale am Karlsruher Institut für Technologie (KIT).
Sie ist mit Klaus von Trotha verheiratet, der von 1991 bis 2001 Minister für Wissenschaft, Forschung und Kunst des Landes Baden-Württemberg war.

## Forschung
Zu Caroline Y. Robertson-von Trothas Forschungs- und Tätigkeitsfeldern gehören die Komplexe Globalisierung und kultureller Wandel, Multikulturalität und Integrationspolitik, Kulturerbe sowie Theorie und Praxis der Öffentlichen Wissenschaft.
Mit den Eröffnungsreden der Karlsruher Gespräche von 1997 und 1998 hat Robertson-von Trotha einen neuen Begriff der Öffentlichen Wissenschaft (ÖW) eingeführt: Sie entwarf die klassische Aufgabe der Wissenschaftskommunikation neu, indem sie das Vermitteln von wissenschaftlichen Prozessen und Erkenntnissen nach dialogbasierten und transdisziplinären Prinzipien ausrichtete. Anstöße hatte sie aus der Tradition der britischen PUS-Initiative (Public Understanding of Science) und der Förderung des in Nordamerika entwickelten Verständnisses einer Scientific Literacy (zu Deutsch in etwa: ‚naturwissenschaftliche Grundbildung‘) aufgenommen. In der Folge setzte Robertson-von Trotha ihre Konzeption in Bezug zum PUSH-Memorandum der 1999 gegründeten gemeinnützigen GmbH Wissenschaft im Dialog (WiD), eine Initiative des Stifterverbandes für die Deutsche Wissenschaft, und führte im Jahr 2012 eine erste von mehreren Analysen der ÖW „im Spiegel der Web 2.0-Kultur“ durch. Zugleich etablierte sie als Gründungsdirektorin des ZAK | Zentrum für Angewandte Kulturwissenschaft und Studium Generale ihr Programm einer Öffentlichen Wissenschaft in Theorie und Praxis auch institutionell: Neben der Forschung und der Lehre bildet diese eine der drei gleichberechtigten Säulen, auf denen das Zentrum basiert.

## Wirkungsfelder
Caroline Y. Robertson-von Trothas vielfältiges Engagement zeichnet sich insbesondere durch eine Verbindung des theoretischen (sozial- und kulturwissenschaftlichen) mit dem praktischen (soziokulturellen und sozialpolitischen) Tätigkeitsfeld aus. Eines ihrer zentralen Anliegen besteht in der Vermittlung zwischen Wissenschaft und Gesellschaft, wobei internationale und interkulturelle Zusammenhänge im Fokus stehen.

### Konzeptionelle Tätigkeit
Ihr Kernkonzept, die Öffentliche Wissenschaft, entwickelte sie im Rahmen des Interfakultativen Instituts für Angewandte Kulturwissenschaft (IAK), das sie 1989 mitbegründet hatte und das zu jener Zeit „eine in Deutschland einmalige Einrichtung“ war. Dabei ging es vor allem darum, in der Öffentlichkeit das Bewusstsein für die Bedeutung der Wissenschaft zu erhöhen und auf diese Weise einen Austausch im Sinne einer Bürgergesellschaft zu ermöglichen. Zu den konzeptionellen Schlüsselbegriffen gehören Scientific/Cultural Literacy sowie Scientist Citizen/Citizen Scientist. In diesem Verständnis einer Öffentlichen Wissenschaft konzipierte Robertson-von Trotha zunächst als Geschäftsführerin des IAK und anschließend als Gründungsdirektorin des ZAK unterschiedliche und vielgestaltige Formate, die einerseits die theoretischen Grundlagen der Öffentlichen Wissenschaft weiter ausformulieren und andererseits Möglichkeiten ihrer praktischen Umsetzung darstellen. Nach den Karlsruher Gesprächen, die seit 1997 ausgerichtet und als das „Flaggschiff der Öffentlichen Wissenschaft“ bezeichnet werden, sind dies vor allem die Weiterentwicklung des Colloquium Fundamentale (seit dem WS 2002/2003), die Jean Monnet Keynote Lecture (seit dem SS 2008), die Stadtgespräche (seit 2015) sowie seit dem WS 2016/2017 die Wissenschaftsgespräche und das World Science Café.
Zudem gehörte sie 2019 zu den Erstunterzeichnenden der Charta Öffentliche Kommunikationswissenschaft.
Analog zu ihrem integrativen Ansatz auf dem Feld der Wissenschaftskommunikation forscht und engagiert sich Robertson-von Trotha im Bereich der gesellschaftspolitischen Integration. Bereits in ihren frühen Publikationen Ende der 1980er- und Anfang der 1990er-Jahre hat sie Themen und Thesen zur Multikulturalität und zur Integration entwickelt, die seit der Jahrtausendwende für die Forschung und die Politik an immer größerer Bedeutung gewonnen haben. Beispielsweise beschreibt sie in ihrer Dissertation von 1991 ausführlich, wie ethnische Identität zur Mobilisierung für verschiedene politische Ziele instrumentalisiert werden kann, und welche Gefahren damit einhergehen. Zunächst ist es etwa der Soziologe und Politologe Alf Mintzel, der Robertson-von Trothas Arbeit rezipiert und darin ein „zentrales Theorem“ erkennt.
Dementsprechend war sie im Jahr 2001 in der Funktion einer wissenschaftlichen Beraterin und Co-Autorin maßgeblich am Strategiepapier Bündnis für Integration des Stadtrats Stuttgart beteiligt, das 2004 von der UNESCO mit dem Cities for Peace Prize ausgezeichnet wurde; sie konzipierte 2016 das Format World Science Café, wo Geflüchtete über ihre wissenschaftliche Arbeit berichten, und sie publiziert regelmäßig zum Thema, etwa im Praxisleitfaden des Ministeriums für Wissenschaft, Forschung und Kunst Interkultur für alle von 2015 oder 2017 den Artikel „Gelingensbedingungen für (kulturelle) Integrationsprojekte mit Geflüchteten“.

### Kuratorische und publizistische Tätigkeit
Neben der kuratorischen Betreuung ihrer eigenen Formatkonzepte wie den Karlsruher Gesprächen obliegt Robertson-von Trotha seit 2012 die Koordination des deutschen Netzwerkes der Anna-Lindh-Stiftung (Anna Lindh Euro-Mediterranean Foundation for the Dialogue Between Cultures). Ferner hatte sie die Leitung verschiedener Forschungsprojekte inne, dazu zählen das DFG-Projekt „Öffentliche Wissenschaft in Sonderforschungsbereichen“ (2010–2012) und das interdisziplinäre Center of Digital Tradition (CODIGT) (2011–2016).
Zudem ist sie Herausgeberin dreier Schriftenreihen: Kulturwissenschaft interdisziplinär (Nomos Verlagsgesellschaft Baden-Baden), Problemkreise der Angewandten Kulturwissenschaft sowie Kulturelle Überlieferung – digital (KIT Scientific Publishing Karlsruhe).

### Ämter und Mitgliedschaften
Caroline Y. Robertson-von Trotha bekleidet mehrere Ämter und ist Mitglied in verschiedenen Kuratorien und Gremien: Sie gehört seit 2009 dem Fachausschuss Kultur der Deutschen UNESCO-Kommission an (zwischenzeitlich als Stellvertretende Vorsitzende) und seit 2013 fungiert sie als Vorsitzende des Wissenschaftlichen Initiativkreises Kultur und Außenpolitik (WIKA) am Institut für Auslandsbeziehungen (ifa) in Stuttgart/Berlin, dessen Forschungsbeirat sie zudem angehört. Seit 2014 ist sie ebenfalls Mitglied im Scientific Committee der Anna Lindh Foundation. Seit 2017 gehört sie dem Kleinen Konvent (Wissenschaftlicher Beirat) der Schader-Stiftung an, dem sie seit 2020 als Sprecherin vorsteht.
Außerdem war sie Mitglied und Kompetenzfeldsprecherin des Lenkungsgremiums im KIT-Schwerpunkt „Mensch und Technik“, und engagierte sich als Sprecherin des KIT-Kompetenzbereichs „Technik, Kultur und Gesellschaft“ und darin wiederum als Sprecherin des KIT-Kompetenzfeldes „Kulturerbe und sozialer Wandel“.
Ferner war sie im Jahr 2009 in die impromptu EU Focus Working Group on Science and Culture berufen worden, und ist darüber hinaus als Gutachterin für die EU sowie für das BMBF tätig.
Schließlich ist sie seit 1995 Kuratoriumsmitglied des Instituts für Kulturpolitik der Kulturpolitischen Gesellschaft e. V., Bonn, Gründungsmitglied der Kulturwissenschaftlichen Gesellschaft e. V. – KWG (2015) sowie Mitglied im Netzwerk Integrationsforschung des Ministeriums für Integration Baden-Württemberg.

### Institutionelle Auszeichnungen
Das Projekt e-Installation (am ZAK) wird von der Initiative „Deutschland – Land der Ideen“ zu einem der 100 „Ausgezeichneten Orte 2015“ gewählt.
Das Mentorenprogramm Balu und Du (am ZAK) ist regionaler Preisträger der Initiative HelferHerzen 2016.
Das Mentorenprogramm Balu und Du (am ZAK) erhält den 1. Preis des 12. Kinderfreundlichkeitspreises 2017 der Stadt Karlsruhe.
Das KIT und das Begleitstudium Nachhaltige Entwicklung des ZAK werden im Rahmen des „UNESCO-Weltaktionsprogramms: Bildung für nachhaltige Entwicklung“ als „Lernort mit Auszeichnung 2018/2019“ gewürdigt.

## Schriften

### Monografien
- Dialektik der Globalisierung. Kulturelle Nivellierung bei gleichzeitiger Verstärkung kultureller Differenz. Karlsruhe 2009, ISBN 978-3-86644-359-4.
- Ethnische Identität und politische Mobilisation. Das Beispiel Schottland. Baden-Baden 1991, ISBN 3-7890-2540-2.

### Aufsätze
- mit Marlis Prinzing: Öffentliche Medien- und Kommunikationswissenschaft als Public Service : Anregungen zu einer notwendigen Debatte. In: MedienJournal - Zeitschrift für Medien- und Kommunikationsforschung, Jg. 49 (2025) H. 2. Öffentliche, Transdisziplinäre und Transformative Medien- und Kommunikationswissenschaft, Jahrgang 49 (2025), Heft 2, S. 39–58, Klagenfurt: Österreichischen Gesellschaft für Kommunikationswissenschaft (ÖGK), 2025. DOI: 10.60764/1025-9473.2025.02.3
- mit Jesús Muñoz Morcillo: Öffentliche Wissenschaft. Von ‚Scientific Literacy‘ zu ‚Participatory Culture‘. In: Stefan Selke, Annette Treibel (Hrsg.): Öffentliche Gesellschaftswissenschaften. Grundlagen. Anwendungsfelder und neue Perspektiven. Springer Fachmedien Wiesbaden GmbH 2018, ISBN 978-3-658-16710-3, S. 43–60.
- Gelingensbedingungen für (kulturelle) Integrationsprojekte mit Geflüchteten. In: LKJ Baden-Württemberg (Hrsg.): Kulturelle Bildung mit geflüchteten Kindern und Jugendlichen in Baden-Württemberg (AT). Stuttgart 2017, ISBN 978-3-00-058282-0.
- Öffentliche Wissenschaft im Spiegel der Web 2.0-Kultur. In: Caroline Y. Robertson-von Trotha, Jesús Muñoz Morcillo (Hrsg.): Öffentliche Wissenschaft und Neue Medien. Die Rolle der Web 2.0-Kultur in der Wissenschaftsvermittlung. Karlsruhe 2012, ISBN 978-3-86644-844-5, S. 19–35.
- Interkulturelle Kulturarbeit. Aufgabe und Auftrag. In: Ministerium für Wissenschaft, Forschung und Kunst (Hrsg.): Interkultur für alle. Ein Praxisleitfaden für die Kulturarbeit. Stuttgart 2015, S. 82–91.
- Rechtsextremismus in Deutschland und Europa. Einleitende Anmerkungen. In: Caroline Y. Robertson-von Trotha (Hrsg.): Rechtsextremismus in Deutschland und Europa. Rechts außen – Rechts ‚Mitte‘? (= Kulturwissenschaft interdisziplinär. Bd. 7). Karlsruhe 2011, ISBN 978-3-8329-5817-6, S. 11–18.
- Europe: Insights from the Outside. An Introduction. In: Caroline Y. Robertson-von Trotha (Hrsg.): Europe: Insights from the Outside. (= Kulturwissenschaft interdisziplinär/Interdisciplinary Studies on Culture and Society. Bd. 5). Karlsruhe 2011, ISBN 978-3-8329-5583-0, S. 9–17.
- Cultural Heritage: Dilemmas of Preservation in the Midst of Change. In: Oliver Parodi, Ignacio Ayestaran, Gerhard Banse (Hrsg.): Sustainable Development – Relationships to Culture, Knowledge and Ethics. (= Karlsruher Studien Technik und Kultur. Bd. 3). Karlsruhe 2011, ISBN 978-3-86644-627-4, S. 175–186.
- Kulturerbe – Dilemmata des Bewahrens im Wandel. In: Oliver Parodi, Gerhard Banse, Axel Schaffer (Hrsg.): Wechselspiele: Kultur und Nachhaltigkeit. Annäherungen an ein Spannungsfeld. Berlin 2010, ISBN 978-3-89404-585-2, S. 263–274.
- Ist der Tod bloß der Tod? Tod und Sterben in der Gegenwartsgesellschaft – ein thematischer Umriss. In: Schulmagazin 5–10. 77. Jg., Nr. 11, 2009, S. 7–9, ISSN 0947-2746.
- Schlüsselqualifikationen revisited. Ein altes Thema in Zukunftskontexten. In: Caroline Y. Robertson-von Trotha (Hrsg.): Schlüsselqualifikationen für Studium. Beruf und Gesellschaft. (= Problemkreise der Angewandten Kulturwissenschaft. Bd. 14). Karlsruhe 2009, ISBN 978-3-86644-375-4, S. 17–58.
- Öffentliche Wissenschaft – ein notwendiger Dialog. In: Joachim Klaus, Helmut Vogel (Hrsg.): Wissensmanagement und wissenschaftliche Weiterbildung. Dokumentation der Jahrestagung der deutschen Gesellschaft für wissenschaftliche Weiterbildung und Fernstudium an der Universität Karlsruhe (TH). (= Beiträge. 45). Universitätsverlag, Karlsruhe 2007, ISBN 978-3-88272-129-4, S. 7–20.
- Periskop: Interkulturelle Kompetenz in der Patchwork-Gesellschaft. Europäische Integration zwischen individueller Identität und gesellschaftlichem Konsens. In: Ludger Hünnekens, Matthias Winzen (Hrsg.): Dissimile. Prospektionen: Junge europäische Kunst. Band 2, Staatliche Kunsthalle Baden-Baden, 2003, S. 25–32.
- Die Internationalisierungsdebatte. Überlegungen zum aktuellen hochschulpolitischen Diskurs. In: Caroline Y. Robertson-von Trotha (Hrsg.): Campus Internationale? Entwicklung und Perspektiven des Ausländerstudiums am Beispiel der Universität Karlsruhe. (= Problemkreise der Angewandten Kulturwissenschaft. Doppelheft 2/98-1/99). Universitätsverlag Karlsruhe, 1999, ISBN 3-9805595-4-8, S. 11–28.
- Wozu Angewandte Kulturwissenschaft an einer technischen Hochschule? Orientierungswissen, Schlüsselqualifikationen und Querschnittskompetenzen als zentrale Kategorien einer modernen Bildungspolitik. In: Transfer. Zeitschrift des Vereins Karlsruher Wirtschaftswissenschaftler e. V. Nr. 18, Jg. 11, 1997, S. 46–52.

### Herausgeberschaft
- Marco Ianniello: Dialogue in Progress. Wissenschaft. Kultur. Gesellschaft. Stimmen aus 20 Karlsruher Gesprächen. Karlsruhe 2017, ISBN 978-3-7315-0622-5.
- Die Zwischengesellschaft. Aufbrüche zwischen Tradition und Moderne? Nomos, Baden-Baden 2016, ISBN 978-3-8487-1065-2.
- Celebrity Culture. Stars in der Mediengesellschaft (= Kulturwissenschaft interdisziplinär. Bd. 9). Baden-Baden 2013, ISBN 978-3-8329-6998-1.
- Organised Crime. Dark Sides of Globalisation (= Kulturwissenschaft interdisziplinär/Interdisciplinary Studies on Culture and Society. Bd. 8). Baden-Baden 2012, ISBN 978-3-8329-5818-3.
- mit Jesús Muñoz Morcillo: Öffentliche Wissenschaft und Neue Medien. Die Rolle der Web 2.0-Kultur in der Wissenschaftsvermittlung. Karlsruhe 2012, ISBN 978-3-86644-844-5.
- mit Robert Hauser: Neues Erbe. Aspekte, Perspektiven und Konsequenzen der digitalen Überlieferung. (= Kulturelle Überlieferung – digital. 1). Karlsruhe 2011, ISBN 978-3-86644-737-0.
- Rechtsextremismus in Deutschland und Europa. Rechts außen – Rechts ‚Mitte‘? (= Kulturwissenschaft interdisziplinär. Bd. 7). Karlsruhe 2011, ISBN 978-3-8329-5817-6.
- 60 Jahre Studium Generale und 20 Jahre Angewandte Kulturwissenschaft an der Universität Karlsruhe (TH). Karlsruhe 2009, ISBN 978-3-86644-439-3.
- Tod und Sterben in der Gegenwartsgesellschaft. Eine interdisziplinäre Auseinandersetzung. (= Kulturwissenschaft interdisziplinär. Bd. 3). Baden-Baden 2008.
- Die Dialektik der Globalisierung. Kulturelle Nivellierung bei gleichzeitiger Verstärkung kultureller Differenz. Karlsruhe 2009, ISBN 978-3-8329-3171-1.